# فهرست آثار ملی شهرستان جاجرم
شهرستان جاجرم در جنوب‌غربی استان خراسان شمالی قرار گرفته و از شمال به شهرستان مانه و سملقان، از غرب به شهرستان گرمه، از جنوب به استان سمنان، از جنوب شرق به استان خراسان رضوی، از شرق به شهرستان اسفراین و از شمال شرق به شهرستان بجنورد محدود می‌شود.
«در سال ۱۳۶۹ ضمن بررسی اطراف جاجرم در مجاورت تپه‌ای به نام «تپهٔ پهلوان» تعداد فراوانی تیغه و ابزار سنگی مشاهده شد که با توجه به کیفیت ساخت و پرداخت آن‌ها می‌توان گفت بازمانده از اجتماعات دوران میان سنگی می‌باشند.» با استناد به گزارش هیئت بررسی و شناسایی آثار باستانی خراسان، قدیمی‌ترین سفال‌های به دست آمده از تپه‌های باستانی این شهر (تپهٔ کلاته حسن) متعلق به هزارهٔ چهارم قبل از میلاد است. در طول هزارهٔ اول قبل از میلاد، اقوامی در منطقه ساکن بوده‌اند که مشخصهٔ آنان استفاده از سفال خاکستری است آثار باقی‌مانده از حضور آنان را می‌توان در اتلال دوشگلی (Doshagly) و رباط عشق جستجو نمود.

## آثار ثبت‌شده
| ردیف | نام اثر                  | نگاره | دیرینگی                          | موقعیت                                                                                | شمارهٔ ثبت | تاریخ ثبت  | منبع  |
| ---- | ------------------------ | ----- | -------------------------------- | ------------------------------------------------------------------------------------- | --------- | ---------- | ----- |
| ۱    | بنای باغ مزار            |       | صفویه                            | شهر گرمه از توابع جاجرم                                                               | ۱۳۸۰      | ۱۳۵۶/۰۳/۱۶ | [ ۳ ] |
| ۲    | قم‌تپه                    |       | هزاره یک ق‌م                      | منهی الیه نقشه جغرافیایی بجنورد به جاجرم                                              | ۱۴۱۹      | ۱۳۵۶/۰۲/۱۶ |       |
| ۳    | مسجد جامع جاجرم          |       | قرن ۶ ق                          | جاجرم مرکز بخش جاجرم                                                                  | ۱۵۸۰      | ۱۳۵۶/۱۱/۰۳ |       |
| ۴    | تپه رباط عشق             |       | هزاره یک ق‌م ـ اسلامی             | بخش جاجرم شقان                                                                        | ۱۵۸۷      | ۱۳۵۶/۱۱/۰۳ |       |
| ۵    | رباط قلی                 |       | تیموریان                         | واقع در کنار دهکده قلی بخش جاجرم                                                      | ۱۸۰۶      | ۱۳۷۵/۰۹/۲۵ |       |
| ۶    | رباط عشق                 |       | تیموری ـ صفوی                    | شهرستان جاجرم، بخش مرکزی، دهستان گلستان، روستای رباط عشق                              | ۱۱۰۶۲     | ۱۳۸۳/۰۶/۱۶ |       |
| ۷    | امامزاده ابراهیم (کاشان) |       | تیموری                           | شهرستان جاجرم، بخش سنخواست، دو کیلومتری شمال روستای دربند                             | ۱۱۰۷۶     | ۱۳۸۳/۰۶/۱۶ |       |
| ۸    | آرامگاه خواجه مهزیار     |       | ایلخانی                          | شهر جاجرم، انتهای بلوار جاده جاجرم به سبزوار                                          | ۱۶۵۸۳     | ۱۳۸۵/۰۸/۲۷ |       |
| ۹    | تپه پهلوان               |       | نوسنگی ـ قرون میانه اسلامی       | شهر گرمه جاجرم، پلاک ۶۰ اصلی، بخش ۷ جاجرم                                             | ۱۶۵۸۴     | ۱۳۸۵/۰۸/۲۷ |       |
| ۱۰   | تپه حیدران               |       | کالکولتیک                        | شهر گرمه جاجرم                                                                        | ۱۶۵۸۹     | ۱۳۸۵/۰۸/۲۷ |       |
| ۱۱   | ارگ کاظم خان             |       | افشاریه                          | شهر گرمه جاجرم، خ شهید مصطفی خمینی، میدان آزادی، جنب اداره آگاهی                      | ۱۷۳۵۴     | ۱۳۸۵/۱۱/۲۳ |       |
| ۱۲   | مسجد جامع ایور           |       | قرون متأخر اسلامی ـ قرن ۱۰ ه‍.ق    | شهرستان جاجرم، بخش مرکزی، دهستان میاندشت روستای ایور                                  | ۱۷۳۸۴     | ۱۳۸۵/۱۲/۰۶ |       |
| ۱۳   | مسجد جامع درق            |       | قرون متاخر اسلامی ـ قرن دهم ه‍.ق   | شهرستان جاجرم، بخش مرکزی، شهر درق، خ جمهوری اسلامی                                    | ۱۷۳۸۷     | ۱۳۸۵/۱۲/۰۶ |       |
| ۱۴   | آب‌انبار درق              |       | اوایل قاجاریه                    | شهرستان جاجرم، بخش مرکزی، ۲۰ کیلومتری شهر درق                                         | ۱۸۷۳۲     | ۱۳۸۵/۱۲/۲۸ |       |
| ۱۵   | آسیاب‌آبی جاجرم           |       | پهلوی اول                        | شهرستان جاجرم، بخش مرکزی، شهر گرمه جاجرم                                              | ۱۸۷۳۳     | ۱۳۸۵/۱۲/۲۸ |       |
| ۱۶   | تپه قربان عاشق           |       | اشکانی                           | شهرستان جاجرم، بخش مرکزی، ۳ کیلومتری جنوب غرب شهر گرمه جاجرم                          | ۱۸۷۳۵     | ۱۳۸۵/۱۲/۲۸ |       |
| ۱۷   | قلعه خدا وردی            |       | اوایل قاجاریه                    | شهرستان جاجرم، بخش مرکزی، شهر درق، ۱۰ کیلومتری غرب شهر درق                            | ۱۸۷۳۶     | ۱۳۸۵/۱۲/۲۸ |       |
| ۱۸   | تپه قلعه دهی             |       | قرن ۸ تا ۶ ه‍.ق                    | شهرستان جاجرم، بخش مرکزی، یک کیلومتری شمال شرق شهر درق                                | ۱۸۷۳۷     | ۱۳۸۵/۱۲/۲۸ |       |
| ۱۹   | پل ابریشم                |       | معاصر                            | شهرستان جاجرم، بخش مرکزی، دهستان میاندشت، غرب روستای چاه فرش                          | ۱۸۷۳۸     | ۱۳۸۵/۱۲/۲۸ |       |
| ۲۰   | خانه شاه نشین            |       | قاجاریه                          | شهرستان جاجرم، بخش جلگه سنخواست، دهستان چهارده سنخواست، روستای خراشا                  | ۱۸۷۴۰     | ۱۳۸۵/۱۲/۲۸ |       |
| ۲۱   | سردابه جاجرم             |       | قرون اولیه اسلامی                | شهرستان جاجرم، بخش مرکزی، شهر گرمه جاجرم                                              | ۱۸۷۴۲     | ۱۳۸۵/۱۲/۲۸ |       |
| ۲۲   | امامزاده زین العابدین    |       | صفویه                            | شهرستان جاجرم، بخش جلگه سنخواست، مرکز شهر سنخواست                                     | ۱۸۷۴۳     | ۱۳۸۵/۱۲/۲۸ |       |
| ۲۳   | قلعه دو برجه             |       | صفویه                            | شهرستان جاجرم، بخش مرکزی، دهستان میاندشت، شرق روستای دوبرجه                           | ۱۸۷۴۴     | ۱۳۸۵/۱۲/۲۸ |       |
| ۲۴   | قلعه خوشاب               |       | اوایل قاجاریه                    | شهرستان جاجرم، بخش مرکزی، دهستان میاندشت، جنوب روستای خوشاب                           | ۱۸۷۴۵     | ۱۳۸۵/۱۲/۲۸ |       |
| ۲۵   | تپه قلعه خواجه سنگاور    |       | قرون میانی اسلامی                | شهرستان جاجرم، بخش مرکزی، دهستان میاندشت، یک کیلومتری شمال غربی شهر درق               | ۱۹۶۹۵     | ۱۳۸۶/۰۶/۲۸ |       |
| ۲۶   | گورستان گوربابا حیدر     |       | قرون میانه اسلامی                | شهرستان جاجرم، بخش مرکزی، ۳ کیلومتری جنوب غرب شهر درق                                 | ۱۹۶۹۶     | ۱۳۸۶/۰۶/۲۸ |       |
| ۲۷   | تپه منجاق تپه            |       | آهن ـ تاریخی                     | شهرستان جاجرم، بخش مرکزی، دهستان گلستان، حاشیه شرقی روستای رباط قره بیل               | ۱۹۷۰۰     | ۱۳۸۶/۰۶/۲۸ |       |
| ۲۸   | تپه نارنج قلعه دو        |       | ساسانی                           | شهرستان جاجرم، بخش مرکزی، ۳ کیلومتری جنوب غرب شهر درق                                 | ۱۹۷۰۱     | ۱۳۸۶/۰۶/۲۸ |       |
| ۲۹   | تپه حوض خرگوش ۱          |       | اشکانی ـ ساسانی                  | شهرستان جاجرم، بخش مرکزی، شهر گرمه جاجرم                                              | ۱۹۷۰۲     | ۱۳۸۶/۰۶/۲۸ |       |
| ۳۰   | تپه حوض خرگوش ۲          |       | اشکانی ـ ساسانی                  | شهرستان جاجرم، بخش مرکزی، شهر گرمه جاجرم                                              | ۱۹۷۰۳     | ۱۳۸۶/۰۶/۲۸ |       |
| ۳۱   | تپه نارنج قلعه یک        |       | قرون میانه اسلامی                | شهرستان جاجرم، بخش مرکزی، دهستان میاندشت، ۳ کیلومتری جنوب غرب شهر درق                 | ۱۹۷۰۴     | ۱۳۸۶/۰۶/۲۸ |       |
| ۳۲   | حسینیه نظرگاه علی        |       | افشاریه                          | شهرستان جاجرم، بخش مرکزی، شهر گرمه، خیابان شهید ناطق، جنب مسجد جامع                   | ۲۰۲۹۸     | ۱۳۸۶/۱۰/۱۲ |       |
| ۳۳   | تپه برد بلند۱            |       | اشکانی                           | شهرستان جاجرم، بخش مرکزی، ۲۰ کیلومتری شرق شهر گرمه جاجرم، ۷ کیلومتری شرق معدن آلومینا | ۲۰۵۹۴     | ۱۳۸۶/۱۰/۲۶ |       |
| ۳۴   | تپه برد بلند ۲           |       | ساسانی ـ قرون اولیه اسلامی       | شهرستان جاجرم، بخش مرکزی، ۱۵ کیلومتری شرق شهر گرمه جاجرم، ۵ کیلومتری شرق معدن آلومینا | ۲۰۵۹۵     | ۱۳۸۶/۱۰/۲۶ |       |
| ۳۵   | تپه چهارجو               |       | قرون اولیه اسلامی                | شهرستان جاجرم، بخش مرکزی، ۳ کیلومتری جنوب غرب شهر درق                                 | ۲۰۶۰۳     | ۱۳۸۶/۱۰/۲۶ |       |
| ۳۶   | تپه قلعه کور             |       | ساسانی                           | شهرستان جاجرم، بخش مرکزی، دهستان میاندشت، ۲۵ کیلومتری شمال غرب شهر درق                | ۲۱۱۰۷     | ۱۳۸۶/۱۱/۳۰ |       |
| ۳۷   | تپه غیاث                 |       | اشکانی ـ ساسانی                  | ۷ کیلومتری شمال غرب شهر گرمه جاجرم                                                    | ۲۱۱۰۸     | ۱۳۸۶/۱۱/۳۰ |       |
| ۳۸   | محوطه بیدک آقا           |       | قرون متاخر اسلامی                | شهرستان جاجرم، بخش مرکزی، ۲۵ کیلومتری شمال شهر گرمه                                   | ۲۱۲۲۲     | ۱۳۸۶/۱۱/۳۰ |       |
| ۳۹   | محوطه چلو                |       | کالکولتیک ـ مفرغ                 | شهرستان جاجرم، بخش جلگه سنخواست، ۳ کیلومتری شرق شهر سنخواست                           | ۲۱۲۹۲     | ۱۳۸۶/۱۲/۰۷ |       |
| ۴۰   | تپه کبابا                |       | قرون میانه اسلامی                | شهرستان جاجرم، بخش مرکزی، ۱۳ کیلومتری جنوب غرب شهر گرمه جاجرم                         | ۲۱۲۹۳     | ۱۳۸۶/۱۲/۰۷ |       |
| ۴۱   | تپه بام یک               |       | قرون میانه اسلامی                | شهرستان جاجرم، بخش جلگه شوقان، دهستان شوقان، ۵۰۰ م شمال روستای بام                    | ۲۱۲۹۴     | ۱۳۸۶/۱۲/۰۷ |       |
| ۴۲   | تپه مالک                 |       | اواخر مس و سنگ ـ مفرغ            | شهرستان جاجرم، بخش مرکزی، دهستان گلستان، ۱۶ ک. م روستای چشمه خان                      | ۲۱۲۹۵     | ۱۳۸۶/۱۲/۰۷ |       |
| ۴۳   | قلعه سنگی طبر            |       | ایلخانی                          | شهرستان جاجرم، بخش جلگه شوقان، دهستان شوقان، یک کیلومتری شمال شرق روستای طبر          | ۲۱۲۹۶     | ۱۳۸۶/۱۲/۰۷ |       |
| ۴۴   | تپه اولنگی یک            |       | مفرغ ـ آهن                       | شهرستان جاجرم، بخش مرکزی، دهستان گلستان، ۳ کیلومتری شرق روستای دشت                    | ۲۱۲۹۷     | ۱۳۸۶/۱۲/۰۷ |       |
| ۴۵   | آرامگاه خواجه خاموش      |       | قرن ۷ ه‍.ق                         | شهرستان جاجرم، بخش جلگه سنخواست، دهستان چهارده سنخواست، روستای خراشا                  | ۲۱۲۹۸     | ۱۳۸۶/۱۲/۰۷ |       |
| ۴۶   | تپه دربند سه             |       | ساسانی                           | شهرستان جاجرم، بخش جلگه سنخواست، دهستان دربند، حاشیه شمالی روستای دربند               | ۲۱۲۹۹     | ۱۳۸۶/۱۲/۰۷ |       |
| ۴۷   | تپه گنج گاه حصاری        |       | قرون میانه اسلامی                | شهرستان جاجرم، بخش مرکزی، دهستان میاندشت، ۴ کیلومتری جنوب شرق جاجرم                   | ۲۱۳۰۰     | ۱۳۸۶/۱۲/۰۷ |       |
| ۴۸   | تپه ملا بابا             |       | قرون میانه اسلامی                | شهرستان جاجرم، بخش مرکزی، ۸ کیلومتری شرق جاجرم                                        | ۲۱۳۰۱     | ۱۳۸۶/۱۲/۰۷ |       |
| ۴۹   | تپه آرمادلو              |       | اواخر ساسانی ـ قرون اولیه اسلامی | شهرستان جاجرم، بخش مرکزی، دهستان گلستان، روستای آرمادلو                               | ۲۱۳۰۲     | ۱۳۸۶/۱۲/۰۷ |       |
| ۵۰   | منجاق‌تپه ۲               |       | کالکولتیک ـ مفرغ                 | شهرستان جاجرم، بخش مرکزی، دهستان گلستان، یک کیلومتری شرق روستای رباط قره بیل          | ۲۱۳۰۳     | ۱۳۸۶/۱۲/۰۷ |       |
| ۵۱   | تپه دربند یک             |       | قرون میانه اسلامی                | شهرستان جاجرم، بخش جلگه سنخواست، دهستان دربند، ۱/۵ کیلومتری شمال روستای دربند         | ۲۱۳۰۴     | ۱۳۸۶/۱۲/۰۷ |       |
| ۵۲   | تپه رباط قره بیل         |       | ساسانی                           | شهرستان جاجرم، بخش مرکزی، دهستان گلستان، یک کیلومتری غرب روستای رباط قره بیل          | ۲۱۳۰۵     | ۱۳۸۶/۱۲/۰۷ |       |
| ۵۳   | تپه معصوم‌زاده            |       | ساسانی                           | شهرستان جاجرم، بخش مرکزی، دهستان گلستان، ۵۰۰ م غرب روستای چهار چوبه                   | ۲۱۳۰۶     | ۱۳۸۶/۱۲/۰۷ |       |
| ۵۴   | تپه اولنگی دو            |       | آهن ـ تاریخی                     | شهرستان جاجرم، بخش مرکزی، دهستان گلستان، ۳ کیلومتری شرق روستای دشت                    | ۲۱۳۰۷     | ۱۳۸۶/۱۲/۰۷ |       |
| ۵۵   | تپه دام الله             |       | آهن                              | شهرستان جاجرم، بخش مرکزی، دهستان گلستان، یک کیلومتری جنوب روستای دشت                  | ۲۱۳۰۸     | ۱۳۸۶/۱۲/۰۷ |       |
| ۵۶   | سردابه ناویا             |       | قرن ۷ ق                          | شهرستان جاجرم، بخش جلگه سنخواست، دهستان چهارده سنخواست، روستای ناویا                  | ۲۲۲۰۱     | ۱۳۸۶/۱۲/۲۶ |       |
| ۵۷   | امامزاده سام             |       | قاجاریه                          | شهرستان جاجرم، بخش جلگه شوقان، دهستان شوقان، روستای ناویا                             | ۲۲۲۰۲     | ۱۳۸۶/۱۲/۲۶ |       |
| ۵۸   | امامزاده اسماعیل         |       | پهلوی                            | شهرستان جاجرم، بخش جلگه شوقان، دهستان شوقان، روستای چپه                               | ۲۲۲۰۴     | ۱۳۸۶/۱۲/۲۶ |       |
| ۵۹   | آب‌انبار اندقان           |       | پهلوی                            | شهرستان جاجرم، بخش جلگه سنخواست، دهستان چهارده سنخواست، روستای اندقان                 | ۲۲۲۰۶     | ۱۳۸۶/۱۲/۲۶ |       |
| ۶۰   | امامزاده محمد            |       | قرن ۷ ه‍.ق                         | شهرستان جاجرم، بخش جلگه سنخواست، دهستان چهارده سنخواست، روستای کرف                    | ۲۲۲۰۷     | ۱۳۸۶/۱۲/۲۶ |       |
| ۶۱   | امامزاده‌هام              |       | قاجاریه                          | شهرستان جاجرم، بخش جلگه شوقان، دهستان شوقان، روستای ناویا                             | ۲۲۲۰۸     | ۱۳۸۶/۱۲/۲۶ |       |
| ۶۲   | آرامگاه شیخ اندقانی      |       | قرن ۷ ه‍.ق                         | شهرستان جاجرم، بخش جلگه سنخواست، دهستان چهارده سنخواست، روستای اندقان                 | ۲۲۲۰۹     | ۱۳۸۶/۱۲/۲۶ |       |
| ۶۳   | امامزاده محمود           |       | قرن ۷ ق                          | شهرستان جاجرم، بخش جلگه سنخواست، دهستان چهارده سنخواست، روستای کلاته ترکها            | ۲۲۲۱۰     | ۱۳۸۶/۱۲/۲۶ |       |
| ۶۴   | حوض‌انبار ارغن آباد       |       | صفویه                            | ۴ کیلومتری شمال غرب شهر جاجرم                                                         | ۲۲۲۱۱     | ۱۳۸۶/۱۲/۲۶ |       |
| ۶۵   | حمام قدیمی جاجرم         |       | قرون متاخر اسلامی                | شهرستان جاجرم، دهستان میاندشت، بخش مرکزی، خ پانزده خرداد                              | ۲۲۲۱۲     | ۱۳۸۶/۱۲/۲۶ |       |
| ۶۶   | قلعه قزلرقلعه            |       | ساسانی                           | شهرستان جاجرم، بخش جلگه شوقان، دهستان شوقان، یک‌کم شمال روستای جغدی                    | ۲۲۲۱۳     | ۱۳۸۶/۱۲/۲۶ |       |
| ۶۷   | خانه شاه نشین فخر نبی    |       | قاجاریه                          | شهرستان جاجرم، بخش جلگه سنخواست، دهستان چهارده سنخواست، روستای خراشا                  | ۲۲۲۱۶     | ۱۳۸۶/۱۲/۲۶ |       |
| ۶۸   | مسجد کرف                 |       | صفویه                            | شهرستان جاجرم، بخش جلگه سنخواست، دهستان چهارده سنخواست، روستای کرف                    | ۲۲۲۱۷     | ۱۳۸۶/۱۲/۲۶ |       |
| ۶۹   | مقبره بی‌بی خدیجه         |       | اوایل قاجاریه                    | شهرستان جاجرم، بخش جلگه شوقان، دهستان شوقان، روستای کلاته شوقان                       | ۲۲۲۱۸     | ۱۳۸۶/۱۲/۲۶ |       |
| ۷۰   | تپه گل حصار              |       | مفرغ ـ آهن                       | شهرستان جاجرم، بخش جلگه سنخواست، دهستان دربند، ۳ کیلومتری شمال روستای کرف             | ۲۲۲۴۷     | ۱۳۸۶/۱۲/۲۶ |       |
| ۷۱   | تپه آسیاب                |       | اشکانی ـ ساسانی                  | شهرستان جاجرم، بخش مرکزی، دهستان گلستان، ورودی روستای برزنه                           | ۲۲۲۴۸     | ۱۳۸۶/۱۲/۲۶ |       |
| ۷۲   | تپه اولنگی ۳             |       | آهن ـ تاریخی                     | شهرستان جاجرم، بخش مرکزی، دهستان گلستان، دو کیلومتری شرق روستای دشت                   | ۲۳۱۸۹     | ۱۳۸۷/۰۶/۱۸ |       |
| ۷۳   | حوض‌انبار بینی دنباله     |       | قاجاریه                          | شهرستان جاجرم، بخش مرکزی، ۱۳ کیلومتری غرب شهر درق                                     | ۲۳۲۵۸     | ۱۳۸۷/۰۶/۱۸ |       |
| ۷۴   | تپه چادر یره             |       | ساسانی                           | شهرستان جاجرم، بخش مرکزی، دهستان گلستان، ۵۰۰ م شرق روستای چهارچوبه                    | ۲۳۲۶۶     | ۱۳۸۷/۰۶/۱۸ |       |
| ۷۵   | تپه سنگر                 |       | ساسانی                           | شهرستان جاجرم، بخش مرکزی، دهستان گلستان، ۵۰۰ م غرب روستای مشما                        | ۲۳۲۶۷     | ۱۳۸۷/۰۶/۱۸ |       |
| ۷۶   | تپه کفشدوز شوقان         |       | قرون میانه اسلامی                | شهرستان جاجرم، بخش جلگه شوقان، دهستان شوقان، حاشیه دشت، سرچشمه شوقان                  | ۲۳۳۰۵     | ۱۳۸۷/۰۶/۱۸ |       |
| ۷۷   | محوطه کومه علی           |       | قرون میانی اسلامی                | شهرستان جاجرم، بخش مرکزی، دهستان گلستان، دو کیلومتری غرب روستای دشت                   | ۲۳۳۰۶     | ۱۳۸۷/۰۶/۱۸ |       |
| ۷۸   | حمام ترک‌ها               |       | پهلوی اول                        | شهرستان جاجرم، بخش جلگه سنخواست، دهستان چهارده سنخواست، روستای کلاته ترکها            | ۲۳۷۵۴     | ۱۳۸۷/۰۸/۲۵ |       |
| ۷۹   | حوض‌انبار تخت حوض         |       | قاجاریه                          | شهرستان جاجرم، بخش مرکزی، ۴ کیلومتری غرب شهر درق                                      | ۲۳۷۶۱     | ۱۳۸۷/۰۸/۲۵ |       |
| ۸۰   | محوطه سنگ‌نگاره‌های جربت   |       | مفرغ                             | شهرستان جاجرم، بخش جلگه سنخواست، دهستان چهارده سنخواست، ۸ کیلومتری شرق روستای جربت    | ۲۴۶۶۲     | ۱۳۸۷/۱۱/۲۷ |       |
| ۸۱   | تپه بام ۲                |       | اواخر ساسانی ـ قرون اولیه اسلامی | شهرستان جاجرم، بخش جلگه شوقان، دهستان شوقان، ۵۰۰ م جنوب روستای بام                    | ۲۴۶۶۵     | ۱۳۸۷/۱۱/۲۷ |       |
| ۸۲   | سنگر تپه                 |       | آهن ـ تاریخی                     | شهرستان جاجرم، بخش مرکزی، دهستان گلستان، دو کیلومتری غرب روستای دشت                   | ۲۴۶۶۹     | ۱۳۸۷/۱۱/۲۷ |       |
| ۸۳   | کوشک جاجرم               |       | افشاریه                          | شهرستان جاجرم، بخش مرکزی، دهستان میاندشت، شهر جاجرم                                   | ۲۵۳۹۱     | ۱۳۸۷/۱۲/۱۸ |       |